# Renae Ayris
Renae Ayris (Perth, 17 de setembro de 1990) é uma modelo australiana, dançarina profissional, rainha da beleza e titular do concurso de Perth, Austrália, que foi coroada Miss Austrália 2012. Ela representou seu país nos concurso de Miss Universo 2012, onde acabou em 4º lugar.  
Ela coroou como sua sucessora Olivia Wells,  Miss Universo Austrália 2013.

## Vida pós  Miss Universo
Renae tem principalmente trabalhado como modelo após entregar a coroa de Miss Austrália. 